# زیردریایی کلاس اولا
سابمارین کلاس اولاً (به انگلیسی: Ula-class submarine) یک کلاس از زیردریایی است که طول آن ۵۹ متر (۱۹۴ فوت) می‌باشد.